# Neprobylice
Neprobylice (Duits: Neprobielitz) is een Tsjechische gemeente in de regio Midden-Bohemen en maakt deel uit van het district Kladno. Het dorp ligt op 5,5 km afstand van Slaný.
Neprobylice telt 169 inwoners (2023).

## Geografie
De Pozdeňskýbeek stroomt door het dorp, die in dit lager gelegen deel de Bakovskýbeek wordt genoemd.

## Etymologie
De naam Neprobylice is afgeleid van de achternaam Neprobyl en betekent dorp van de afstammelingen van Neprobyl. De achternaam Neprobyl stamt op zijn beurt weer af van het verouderde werkwoord probyti, wat voorspoed betekent. In historische bronnen komt de naam in de volgende vormen voor: de Neprobylicz (1316), Neprobilicz (1352-1405), de Neprobelicz (1372), de Neprobilicz (1381), in Neprobiliczych (1398), Neprobylice (1448) en na Neprobilice (1603).

## Geschiedenis
Archeologische opgravingen hebben aangetoond dat op deze locatie reeds in de prehistorie enkele nederzettingen te vinden waren. De eerste schriftelijke vermelding van het huidige dorp dateert echter van 1316, toen het in verband werd gebracht met de lokale edelman Michal van Neprobylice. In het bovenste deel van het dorp werd in de 14e eeuw de vesting Hrádek gesticht, waarvan de restanten nog terug te vinden zijn. In het onderste deel werd ook een vesting gebouwd. Deze werd op een onbekend moment echter verlaten en afgebroken.
In 1572 werden de beide delen van het dorp samengevoegd door ridder Václav de Pětipeský die de beide delen aankocht. Diens familie nam in 1618 deel aan de Boheemse Opstand, waarna hun bezittingen na de Slag op de Witte Berg in beslag werden genomen. Neprobylice kwam toen in handen van Jaroslav Bořita van Martinice, die eerder een van de koninklijke gouverneurs was geweest.
Vanaf 1850 was Neprobylice een dorp in het district Slaný. Van 1961 tot 1979 hoorde het dorp bij de gemeente Kutrovice en van 1980 tot 1990 bij Kvílice. Sinds de hervorming van 1990 is Neprobylice (samen met Slaný, Kutrovice en Kvílice) in het district Kladno komen te liggen.

## Verkeer en vervoer

### Autowegen
Rondom de bebouwde kom van het dorp loopt weg I/7 Praag - Slaný - Louny - Chomutov.

### Spoorlijnen
Er is geen spoorlijn of station in het dorp. Het dichtstbijzijnde station is Královice u Zlonic, op 4 km afstand. Dat station ligt aan spoorlijn 110 Kralupy nad Vltavou - Slaný - Louny.

### Buslijnen
In Neprobylice is één gelijknamige bushalte, waar lijn 389 Louny - Nádraží (van ČSAD Česká na Lípa) en 588 Milý - Slaný (van ČSAD Slaný) halteren.

## Cultuur en voorzieningen
Er is een buurtsuper in het dorp. Verder is er een amateurtheatergroep genaamd Nevolník en een middelbare school met de naam Euroinstitut. Neprobylice ligt langs een oorspronkelijk ruiterpad, dat was bedoeld om toeristen per paard en wagen naar het dorp te brengen.

## Bezienswaardigheden

### Kerk van de Heilige Geest
De oorspronkelijke kerk, die op het dorpsplein stond in de buurt van de vesting Hrádek, werd in 1741 afgebroken omdat het gebouw sterk verouderd was en vochtproblemen had. De klokkentoren werd wel behouden. Op de locatie van de kerk staat thans een kruis van ongeveer een halve meter hoog in het gras. Eveneens in 1741 werd onder dezelfde naam een nieuw kerkgebouw in gebruik genomen aan de zuidkant van Neprobylice, oorspronkelijk in barokstijl. In de 19e eeuw werd het grondig verbouwd; aan het begin van de 21e eeuw is het gebouw in onbruik geraakt en vervallen.

### Klokkentoren
Op het dorpsplein staat de eerder genoemde klokkentoren. Deze is van hout er rust op een bakstenen basis. De huidige toren is echter grotendeels een replica uit 1896; alleen de drie kerkklokken zijn origineel. De grootste klok, Václav, is in 1595 gegoten door klokkenmaker Brikcí z Cimperka op kosten van Václav en Isolda Pětipeský. De middelste klok, Jindřich, is in 1510 gemaakt door meester Bartoloměj Pražský. De kleinste klok, Marie, is ongedateerd, maar wordt geschat als zijnde uit de 15e eeuw. De vervaardiger is onbekend gebleven. In de fundering zijn een paar renaissance grafstenen terug te vinden van de voormalige eigenaar van het dorp, de familie Pětipeský. De grafstenen zijn gedateerd op 1602 en 1604. Klokkentorens van een vergelijkbaar type zijn bewaard gebleven in Kvílice en Rakovník.

### Overig
In het bovenste deel van het dorp zijn de restanten van de vesting Hrádek uit de 14e eeuw terug te vinden.

## Galerĳ

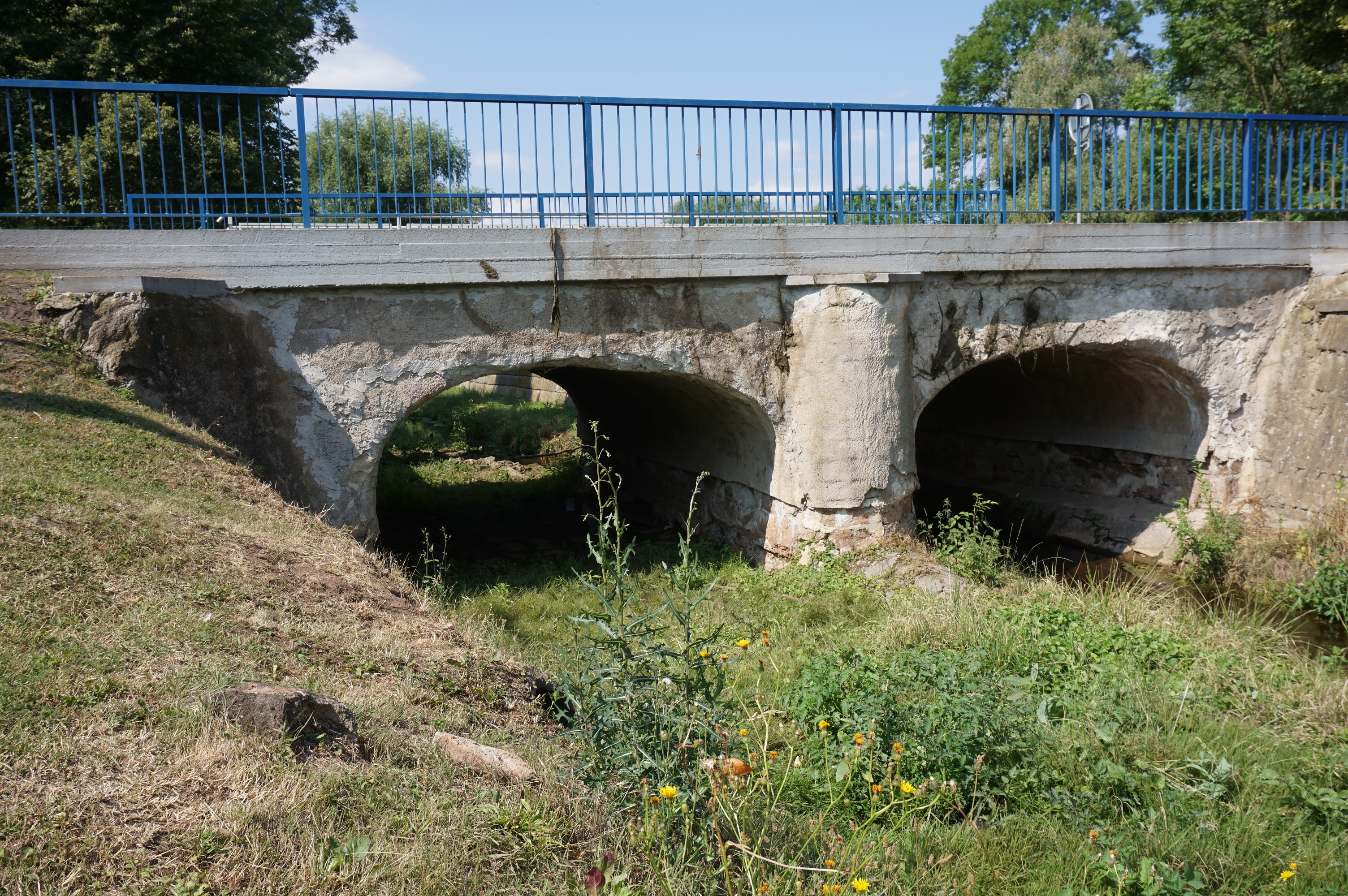
Historische brug over de Bakovskýbeek
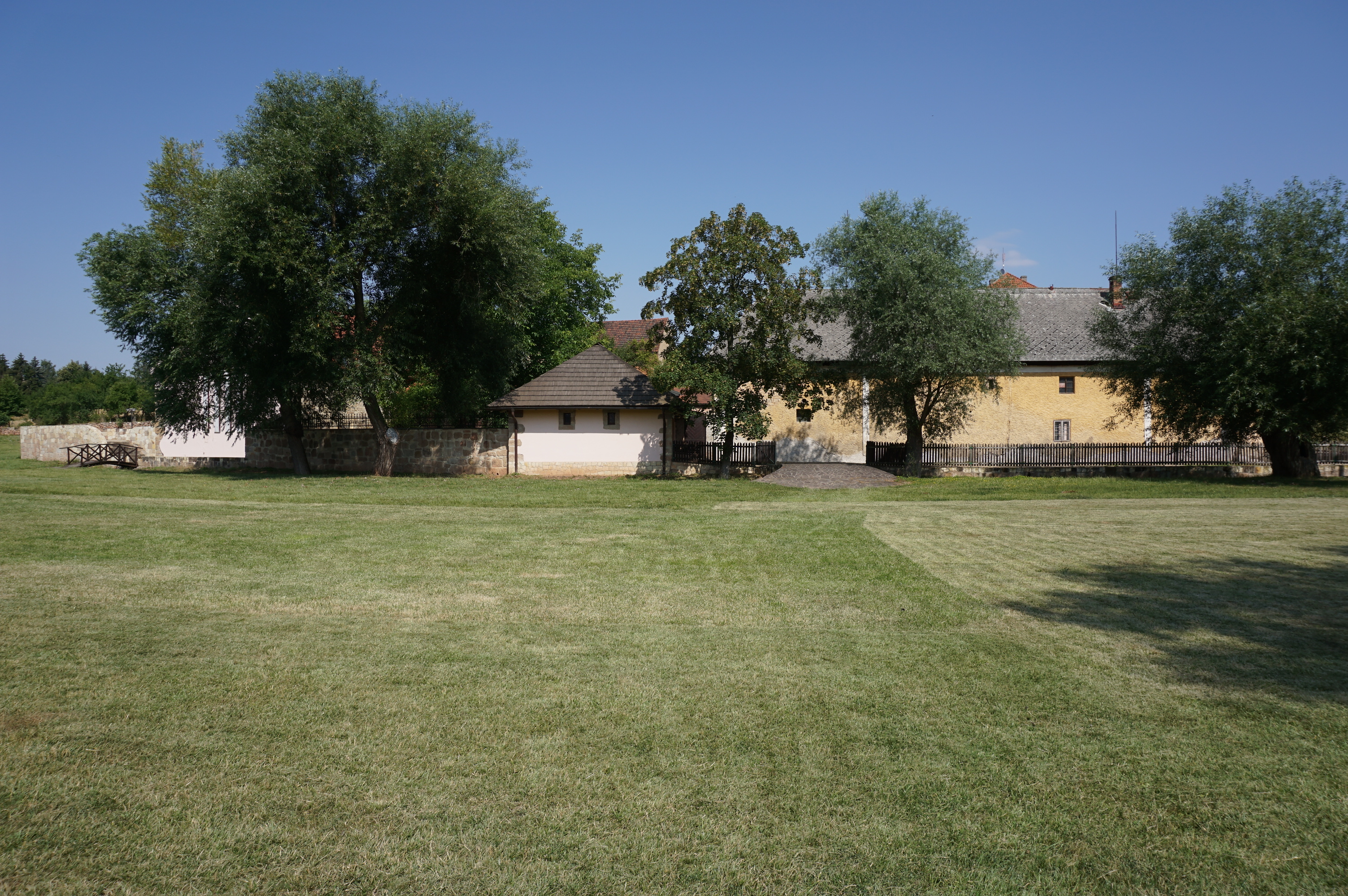
Huis 14 (1)
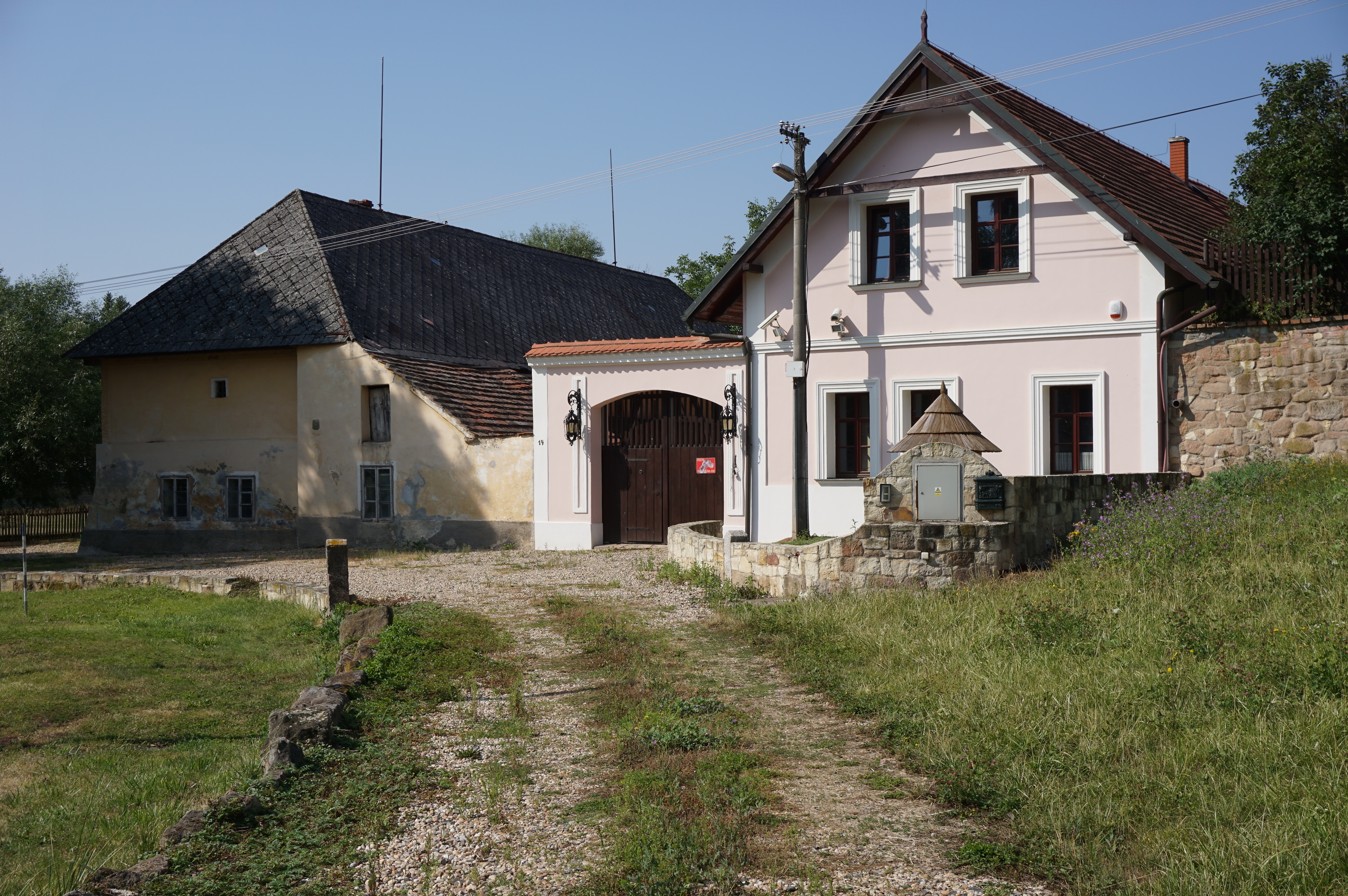
Huis 14 (2)
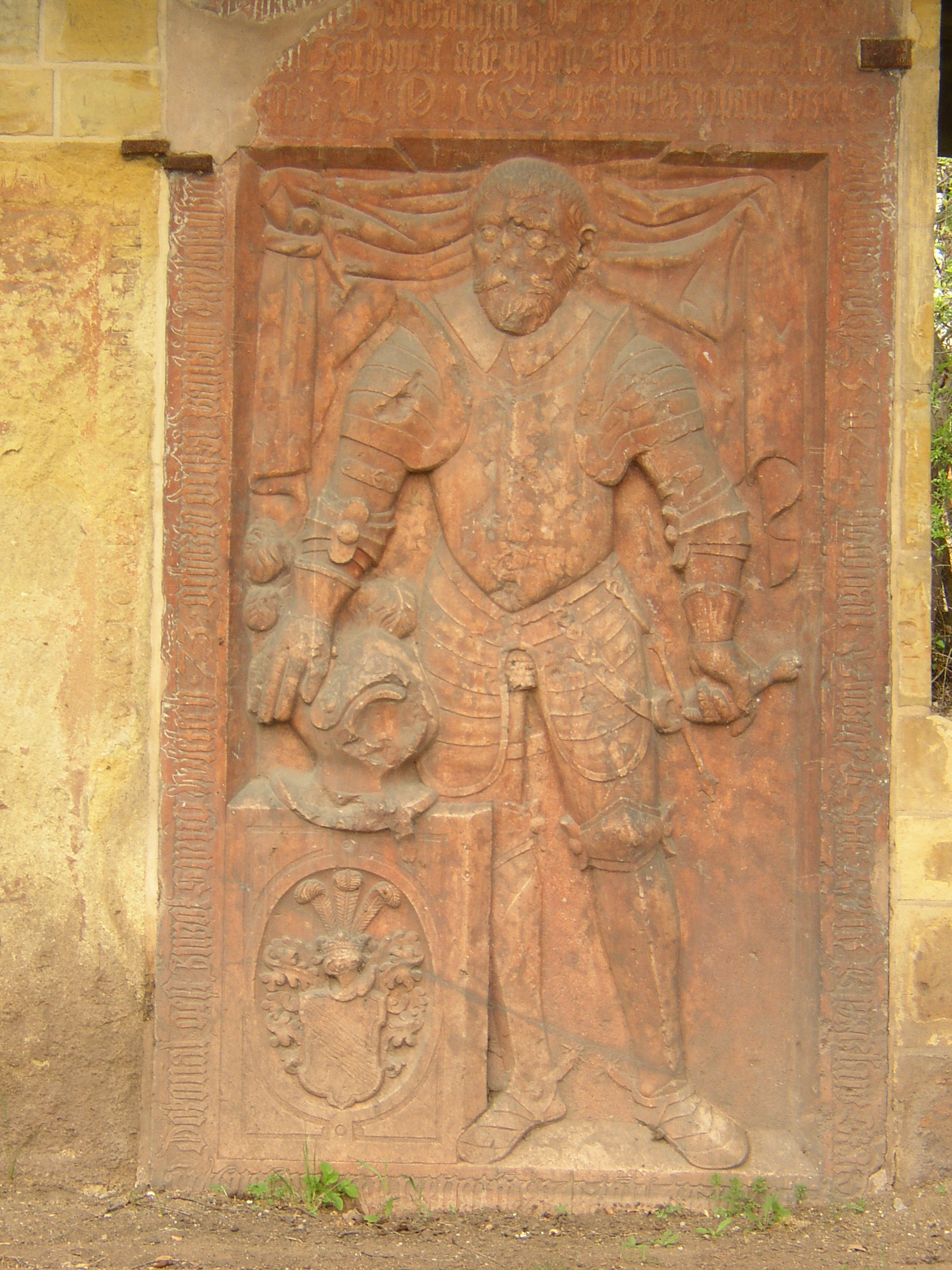
Grafsteen bij de klokkentoren
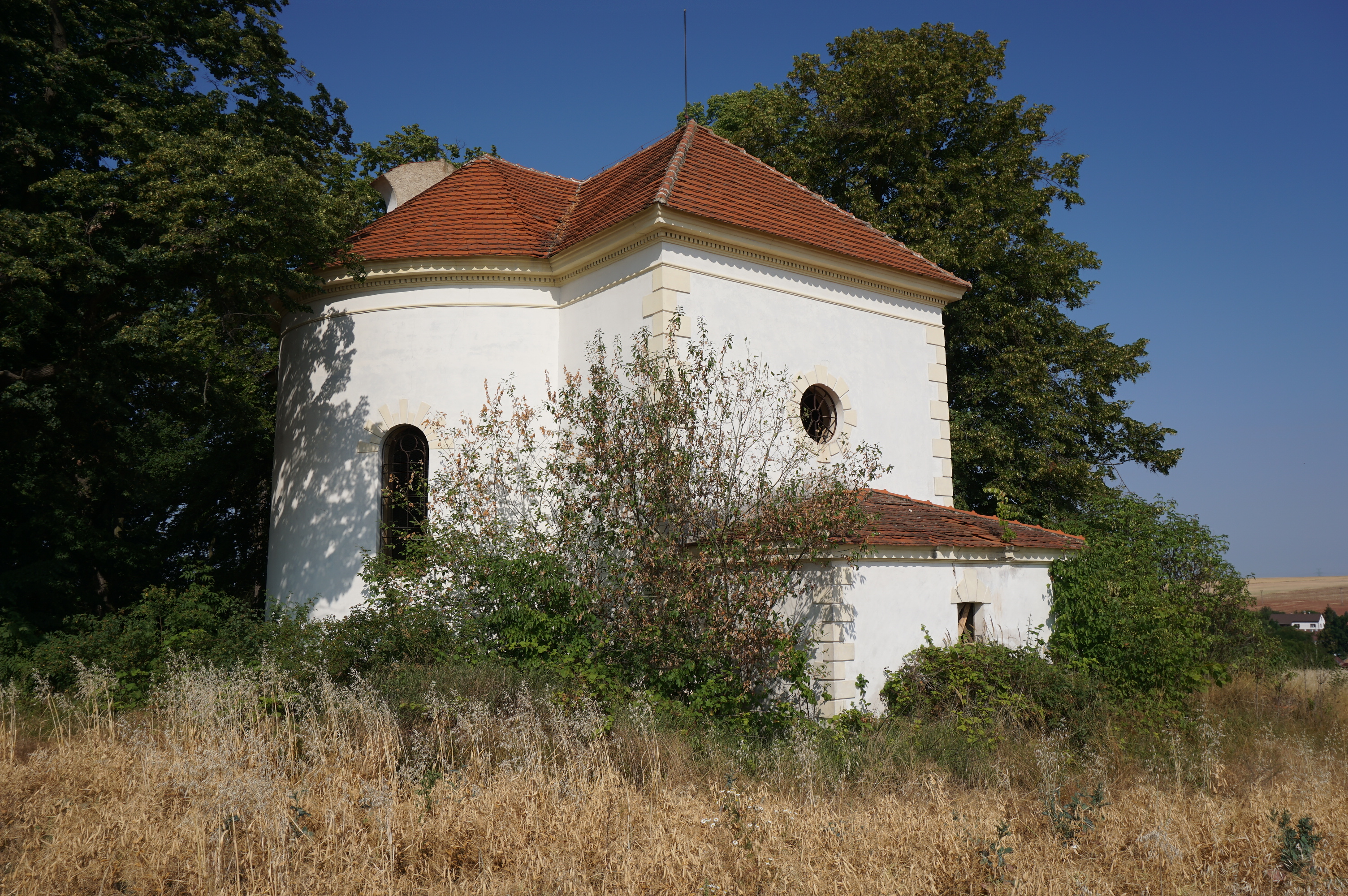
Kerk van de Heilige Geest
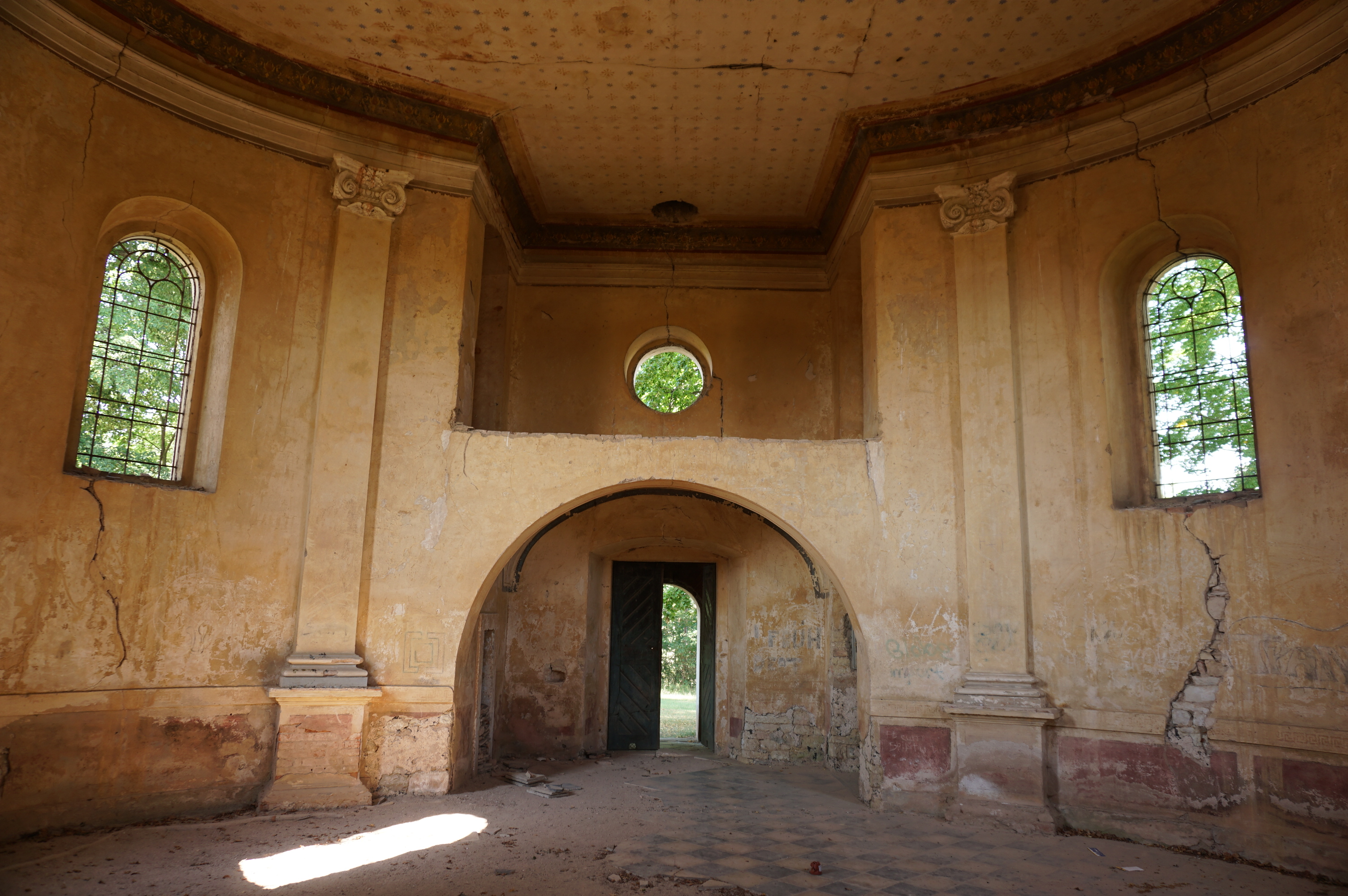
Interieur van de kerk (thans in onbruik geraakt)